# Marcus Claudius Restitutus
Marcus Claudius Restitutus (vollständige Namensform Marcus Claudius Quinti filius Quirina Restitutus) war ein im 2. Jahrhundert n. Chr. lebender Angehöriger des römischen Ritterstandes (Eques). Durch eine Inschrift, die bei Cirta gefunden wurde und die auf 138/161 datiert wird, sind einzelne Stationen seiner Laufbahn bekannt.
Restitutus begann seine militärische Laufbahn als Präfekt der Cohors I Gaetulorum, die in der Provinz Syria stationiert war. Im Anschluss war er Tribun in der Legio VII Gemina, deren Hauptlager in León war. Danach übernahm er zivile Funktionen in der Verwaltung. Für seine erste Position kehrte er nach Syria zurück, wo er für die Finanzkontrolle der freien Städte in der Provinz zuständig war (ad putandas rationes Syriae civitatium); dieser Posten war mit einem Jahreseinkommen von 60.000 Sesterzen verbunden. Als Nächstes übernahm er in Rom die Leitung des Ludus Matutinus. Danach war er in Nordafrika als Procurator Augusti für die Verwaltung der Bezirke Hadrumetum und Theveste zuständig (dioeceseos regionis Hadrumetinae et Thevestinae).
Restitutus war in der Tribus Quirina eingeschrieben.